# Serapeum (Zeitschrift)

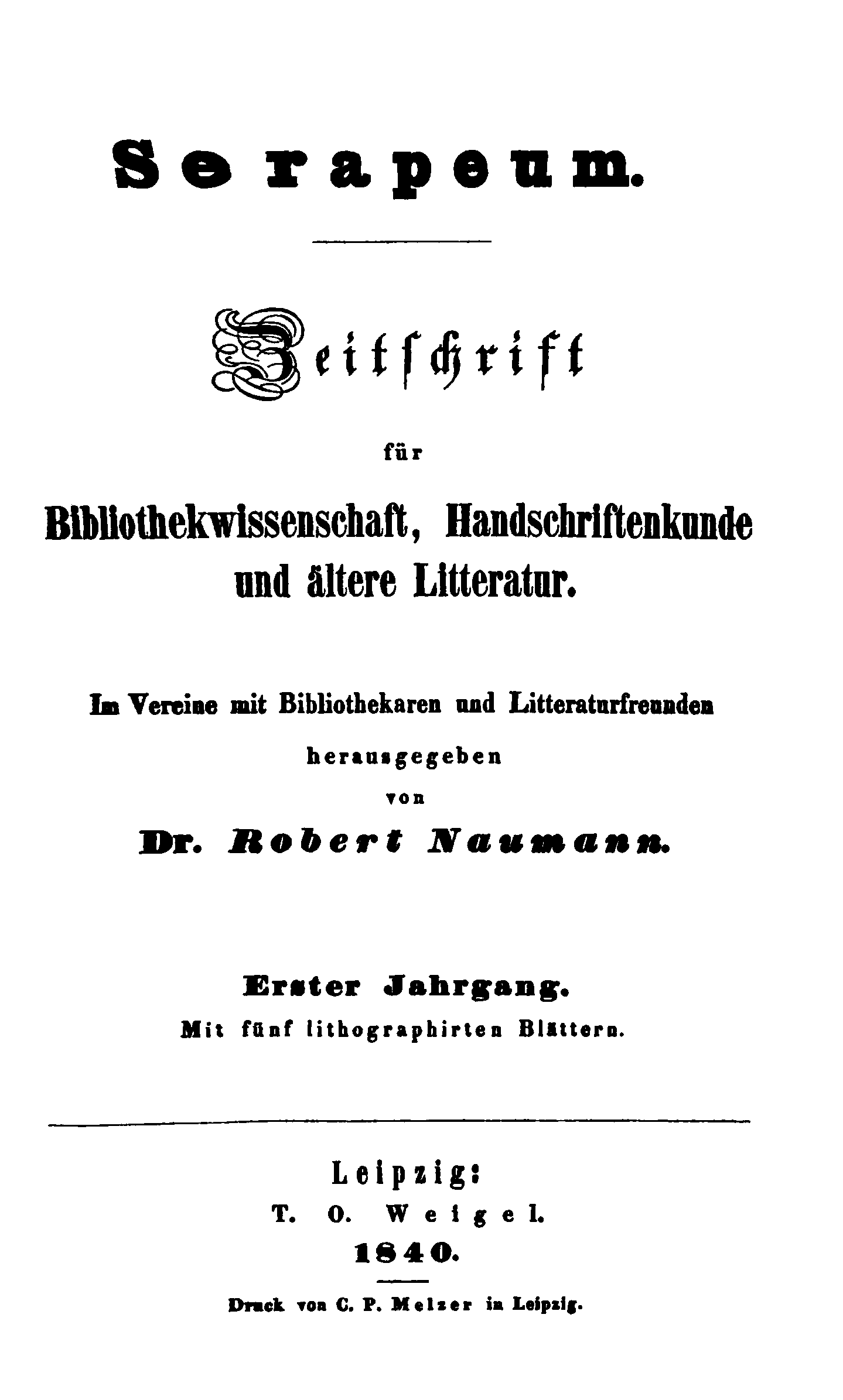

Serapeum: Zeitschrift für Bibliothekwissenschaft, Handschriftenkunde und ältere Litteratur war eine Fachzeitschrift des Bibliothekswesens, die von 1840 bis 1870 erschien.
Sie ist einer der Vorgänger der heutigen Zeitschrift für Bibliothekswesen und Bibliographie.

„Vorgänger des ZfB waren der von 1856 bis 1886 erscheinende Anzeiger für Literatur der Bibliothekswissenschaft (herausgegeben von Petzholdt, dem Verfasser des Katechismus der Bibliothekenlehre) und das von 1840 bis 1870 erscheinende Serapeum. Von diesen Vorgängern unterscheidet sich das ZfB dadurch, daß es sich zum Organ des gesamten Berufsstandes der wissenschaftlichen Bibliothekare entwickelte und nicht mehr von einer überragenden Herausgeberfigur alleine abhing.“